# WISEPA J173835.53+273258.9
WISE 1738+2732，全称为WISEPA J173835.53+273258.9，是广域红外线巡天探测卫星（WISE）于2011年在武仙座发现的一颗Y0型棕矮星。它和WISE 0410+1502，WISE 1405+5534，WISE 1541-2250，WISE 1828+2650以及WISE 2056+1459一起被公布，这六颗恒星是人类发现的第一批的Y型棕矮星。
利用光度测量出WISE 1405+5534的距离为10.5秒差距（34.2光年），而利用光谱分光测量的距离为3.4 +3.9/-0秒差距（11.1 +12.7/-0光年）。它的表面温度大约为 350（350—400）K。 由于恒星发现距今时间较短，暂时无法利用三角视差测量它的准确距离。